# Безпечний режим
Безпечний режим — режим діагностики операційної системи (ОС) комп'ютера. Також може стосуватися режиму роботи прикладного програмного забезпечення. Безпечний режим призначений для розв'язання проблем в ОС. Також його використовують для видалення шахрайського програмного забезпечення.

## Передісторія
Дистрибутиви Microsoft Windows, macOS, Android та Linux (такі як Ubuntu та Linux Mint) є прикладами сучасних ОС, у яких реалізовано безпечний режим.
У безпечному режимі операційна система має обмежену функціональність, натомість спрощується задача ізолювання проблем, оскільки багато неосновних компонентів, наприклад, звук, у цьому режимі вимкнено. Завантаження ОС лише в безпечному режимі зазвичай свідчить про серйозну проблему, наприклад, пошкодження диска або неправильне налаштування програмного забезпечення, яке перешкоджає успішному завантаженню операційної системи у звичайному робочому режимі.
Хоча це залежить від операційної системи, у безпечному режимі зазвичай завантажуються лише необхідні виконувані модулі та вимикаються пристрої, окрім необхідних для виведення інформації та введення даних. Також це може бути паралельна «мініатюрна» ОС, яка має окрему від основної ОС конфігураційну інформацію. Наприклад, у Microsoft Windows користувач також може вибрати завантаження консолі відновлення — невеликого середовища для усунення несправностей, яке працює в текстовому режимі, окремого від основної операційної системи (до якого також можна отримати доступ, завантаживши інсталяційний компакт-диск), або один із варіантів «безпечного режиму», які запускають несправну ОС, але з вимкненими функціями, такими як відеодрайвери, аудіо та мережа.
У безпечному режимі користувач зазвичай має доступ до утиліт та діагностичних програм для усунення неполадок, які заважають операційній системі працювати нормально. Безпечний режим призначений для обслуговування, а не для користування, тому забезпечує мінімальний доступ до функцій.

## Операційні системи

### Windows
Безпечний режим у Microsoft Windows (для 7 / Vista / XP / 2000 / ME / 98 / 95[джерело?]) доступний за натисканням клавіші F8 під час завантаження ОС. Також у середовищі з кількома версіями Windows, установленими поруч, можна натиснути клавішу F8 у вікні вибору ОС, щоб перейти в безпечний режим. Однак у Windows 8 (випущеній 2012 року) традиційний варіант входу в безпечний режим за натисканням F8 не працює, тому слід користуватися Shift-F8 або спеціальним рішенням на основі графічного інтерфейсу.

### Unix
Еквівалентним мінімальним варіантом завантаження в Unix-подібних ОС є однокористувацький режим, у якому демони та система X Window не запускаються, і увійти в систему може лише суперкористувач. Він може виконувати екстрене налаштування або обслуговування, зокрема, скидати паролі користувачів без необхідності знати старі.

### macOS
Окрім однокористувацького режиму, macOS також підтримує безпечний режим: утримання клавіші Shift після ввімкнення активує безпечне завантаження, яке має функції фонового обслуговування (окрім вибору режиму, воно запускає відновлення файлової системи, а в Mac OS X 10.4 вимикає всі шрифти, крім розміщених у /System/Library/Fonts, переміщує до кошика всі кеші шрифтів, які зазвичай зберігаються в /Library/Caches/com.apple.ATS/(uid)/, де (uid) — це ідентифікатор користувача, наприклад, 501, і вимикає всі елементи автозавантаження та будь-які елементи входу). На відміну від Windows, де безпечний режим із мережею вимкнено за замовчуванням і вимагає використання безпечного режиму з увімкненою мережею, у macOS безпечне завантаження завжди включає мережу.
У класичних версіях Mac OS 6, 7, 8 та 9 режим, подібний до безпечного, досягається утриманням клавіші Shift під час завантаження, що запускає систему без розширень.

### iOS
В iOS немає безпечного режиму, проте деякі джейлбрейки додають безпечний режим, у якому всі налаштування вимикаються, шпалери чорні і виводиться сповіщення про те, що ви перебуваєте в безпечному режимі. У цьому режимі деякі програми можуть не запускатися.

### Android
Спосіб активації безпечного режиму в Android залежить від постачальника. Безпечний режим можна вимкнути, перезавантаживши пристрій.
Під час перезавантаження Android у безпечному режимі, завантажені програми та віджети автоматично вимикаються, але вбудовані програми залишаються доступними. У лівому нижньому куті також з'являється водяний знак, якщо завантажитися у звичайному або безпечному режимі.
Деякі пристрої після завантаження в безпечному режимі також автоматично вимикають свої радіомодулі.

## Прикладне програмне забезпечення
Застосунки іноді також пропонують безпечний режим. В інтерпретаторі PHP, до версії 5.4, безпечний режим включав суворіші заходи безпеки. Компілятор Glasgow Haskell, починаючи з версії 7.2, пропонує режим «Safe Haskell», що обмежує використання таких функцій, як unsafePerformIO. Безпечний режим Mozilla Firefox дає змогу користувачеві видаляти розширення, які можуть перешкоджати завантаженню браузера. Internet Explorer може працювати в режимі «Без доповнень» та в захищеному режимі. MobileSubstrate від Cydia також має безпечний режим, який дозволяє користувачеві видаляти твіки й розширення, які можуть призвести до збою SpringBoard. У Minecraft є безпечний режим, який активується, якщо гравець намагається відкрити світ з недійсним пакунком даних, що дає змогу завантажити світ, використовуючи тільки звичайний пакунок даних.